# Chexbres
Chexbres este un oraș în Elveția.